# Tornados de Sicilia de 1851
Los Tornados de Sicilia de 1851 fueron dos tornados que, prácticamente, destruyeron la campiña de Marsala, en la Provincia de Trapani en Sicilia occidental, actual Italia el día 8 de diciembre de 1851.
El número total de víctimas se desconoce, pero se estima en más de 500 personas. Tristemente se encuentra entre los 10 tornados más mortíferos de la historia registrada, logrando la cifra más alta de muertes por un evento de tornados en Italia, y el segundo en la historia de toda Europa (después del tornado de La Valeta ocurrido en Malta en 1551).
Los tornados son un hecho extremadamente raro en Italia, a veces ocurren a escalas pequeñas (F0 o F1), pero rara vez causan daños relevantes en las áreas afectadas.
Los tornados de Sicilia son los más antiguos documentados en terreno italiano; muchas fuentes oficiales lo corroboran, como los registros de la Iglesia y los archivos de la comunidad, sin embargo, hay pocos informes de testigos locales. El 20 de diciembre de 1851 el Illustrated London News publicó un informe que se remonta al día del tornado presentado por fuentes locales en Malta, que describe la trayectoria de las dos grandes trombas que atravesaban llanuras sicilianas de Marsala a Castellammare del Golfo, hacia el noreste para evolucionar en una supercélula de dos tornados a menos de 500 metros de distancia. A lo largo de su trayectoria, las fuertes lluvias y granizadas causaron daños adicionales a las tierras de cultivo. La zona más afectada fue Castellamare, donde la mitad de la ciudad fue destruida y unos 200 ciudadanos perecieron; además el puerto de la ciudad sufrió graves daños, con una gran cantidad de buques destruidos y volcados, de los cuales muchos tripulantes desaparecieron en el mar.